# Старобухарово
Старобуха́рово (мар. Ялгиян) — село Нижнесергинского района Свердловской области России, входит в состав Кленовского сельского поселения.

## Географическое положение
Старобухарово расположено в 36 километрах (по автотрассе в 61 километре) к северо-западу от города Нижние Серги, на левом берегу реки Бисерти (правого притока реки  Уфа), в устье реки Двойник.

## Население
| 2002 | 2010 | 2021 |
| ---- | ---- | ---- |
| 353  | ↘283 | ↘196 |